# ミラーズ (バンド)
ミラーズ（MIRRORS）は、ヒゴヒロシ（肥後宏）を中心に、1977年に結成された、日本のパンク・ロック・バンド。東京ロッカーズ・ムーブメントの中心バンドとして活躍した。また、ヒゴヒロシは、日本の自主制作レーベルの始祖とも言える「ゴジラ・レコード」を発足させ。今日のインディーズ・シーンの礎を築いた。

## 来歴
1977年、フリクションの前身バンドである3／3（さんぶんのさん）の元ベーシストであったヒゴヒロシ（肥後宏）（ドラムス、ヴォーカル）を中心に結成。同年末より、SPEED、ミスター・カイトともに「ジャンプ・ロッカーズ」と称し、共同ライブを開催。
1978年、リーダーのヒゴヒロシにより日本初のインディーズ・レーベル「ゴジラレコード」を設立。「S-KENスタジオ」を中心に活躍していたバンドであるLIZARD、フリクション、ミスター・カイト、S-KENとともに、「東京ロッカーズ」と称し、シリーズ・ライブを開始。
1979年、オムニバス・アルバム『東京ROCKERS』に2曲参加。そして、ゴジラレコードより、1st.シングル『衝撃X』をリリース。
1980年、2nd.シングル『アウト・オブ・オーダー』をリリースしたが、同年に解散。

## メンバー
- ヒゴヒロシ（肥後宏）（ドラムス、ヴォーカル）

解散後は、チャンス・オペレーションを結成。その後は、ザ・スターリン、フリクション、渋さ知らズなど多数のバンドに在籍、そして、DJ HI-GOとして自身がオーガナイズするイベント「DIP AURA」などで活躍中。
- 安藤篤彦（ギター）
- 松本裕明（ベース）
- シュウ（ヴォーカル、ギター） 結成後数回のライブ後に脱退

## ディスコグラフィー

### シングル
- 衝撃X／ミラーズ（1979年）
- アウト・オブ・オーダー／ブロック・アウト（1980年）

### アルバム
- REAL STATE（2002年）

1977～79年の未発表ライブ音源を収録したアルバム

### オムニバス
- 東京ROCKERS（1979年）
- GOZIRA SPECIAL DINNER（1983年）

### 映像
- ROCKERS（1979年）

津島秀明による東京ロッカーズのドキュメンタリー映画、「PASSENGER」を1曲収録、2009年に完全版としてDVD化